# 诺鲁瓦勒沃讷尔
诺鲁瓦勒沃讷尔（法語：Norroy-le-Veneur，法語發音：[nɔʁwa lə vənœʁ]）是法国摩泽尔省的一个市镇，位于该省西部，梅斯市区以北，属于梅斯区。

## 地理
诺鲁瓦勒沃讷尔（49°10'56"N, 6°6'12"E）面积8.45 平方千米，位于法国大東部大區摩泽尔省，该省份为法国东北部内陆省份，是洛林的一部分，西南接默尔特-摩泽尔省，东临下莱茵省，北与卢森堡和德国接壤。
与诺鲁瓦勒沃讷尔接壤的市镇（或旧市镇、城区）包括：阿芒维莱、费沃、普莱努瓦、圣普里瓦拉蒙塔涅、索尔尼、瓦皮。

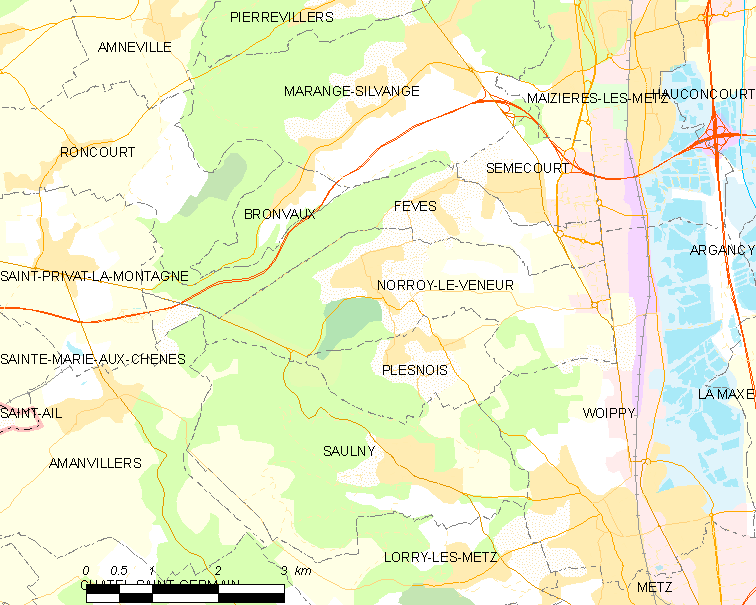
诺鲁瓦勒沃讷尔的OSM定位图

诺鲁瓦勒沃讷尔的时区为UTC+01:00、UTC+02:00（夏令时）。

## 行政
诺鲁瓦勒沃讷尔的邮政编码为57140，INSEE市镇编码为57511。

## 政治
诺鲁瓦勒沃讷尔所属的省级选区为龙巴县。

## 人口

1962-2008年间诺鲁瓦勒沃讷尔人口变化图示

诺鲁瓦勒沃讷尔于2022年1月1日时的人口数量为1000人。